# Nobatia

Reinos de Nobatia, Makuria y Aloa.

Nobatia, o Nobadia, fue un antiguo reino africano existente en la región a la cual dio nombre Nubia, a partir del año 350, siendo la capital del mismo la ciudad de Pajoras. El reino de Nobatia fue en gran medida el sucesor de Napata (del cual derivaría el nombre Nobatia) y —especialmente— del antiguo Reino Meroítico o Reino de Meroe y del "reino" del Iam.

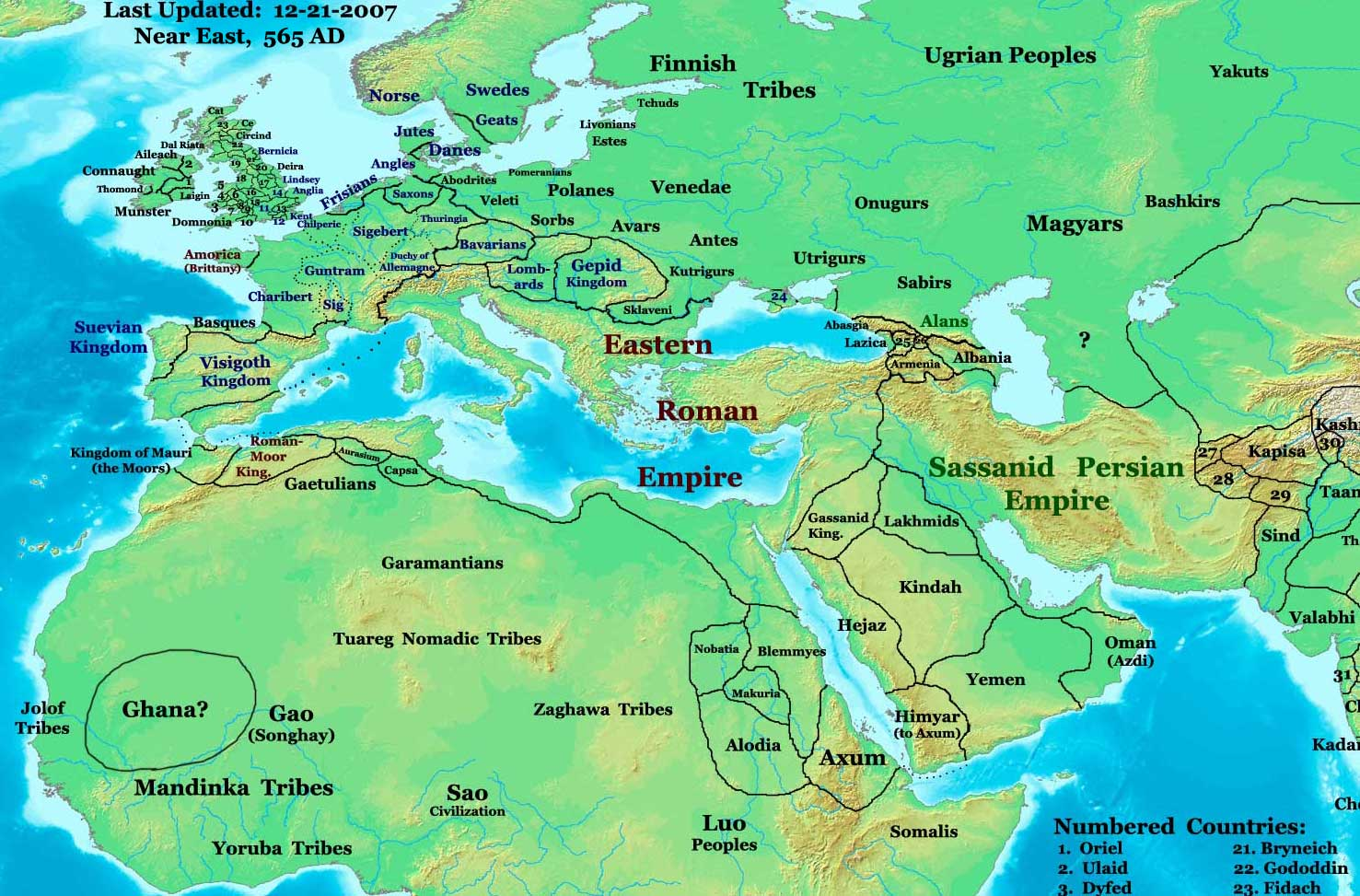
El Oriente Próximo hacia el 565 d. C., el mapa muestra el área de Nobatia y sus vecindades.

## Historia
La región actualmente llamada Nubia recibió desde la antigüedad fuertes influjos culturales desde el Antiguo Egipto, por su parte los antiguos nubios llegaron a ocupar en algunos períodos el territorio egipcio. Luego del influjo cultural egipcio se hizo fuerte el influjo cultural griego y posteriormente romano. De este modo hacia el siglo V arribaron a la Tebaida (Alto Egipto) eremitas —como los Padres del Desierto— y monjes que difundieron el cristianismo por el Valle del Nilo al sur de la primera Catarata. El término Nobatia deriva de la población llamada nobates, a la cual invitó en el 297 el emperador romano Diocleciano para ayudarle a repeler las incursiones que los blemios realizaban en la entonces provincia romana del Egipto. Todo indica que los nobates tuvieron éxito en esta misión, ya que una inscripción de Silko, rey de los nobates, proclama haber triunfado sobre los blemmíes y haberlos rechazado hacia los desiertos orientales. La población nobate genéticamente descendía mayoritariamente de la antigua cultura Ballana. Los primeros monarcas de Nobatia se convirtieron al cristianismo tras la actuación del patriarca egipcio llamado Longinos, ayudado por el obispo Theodoro de Filé.

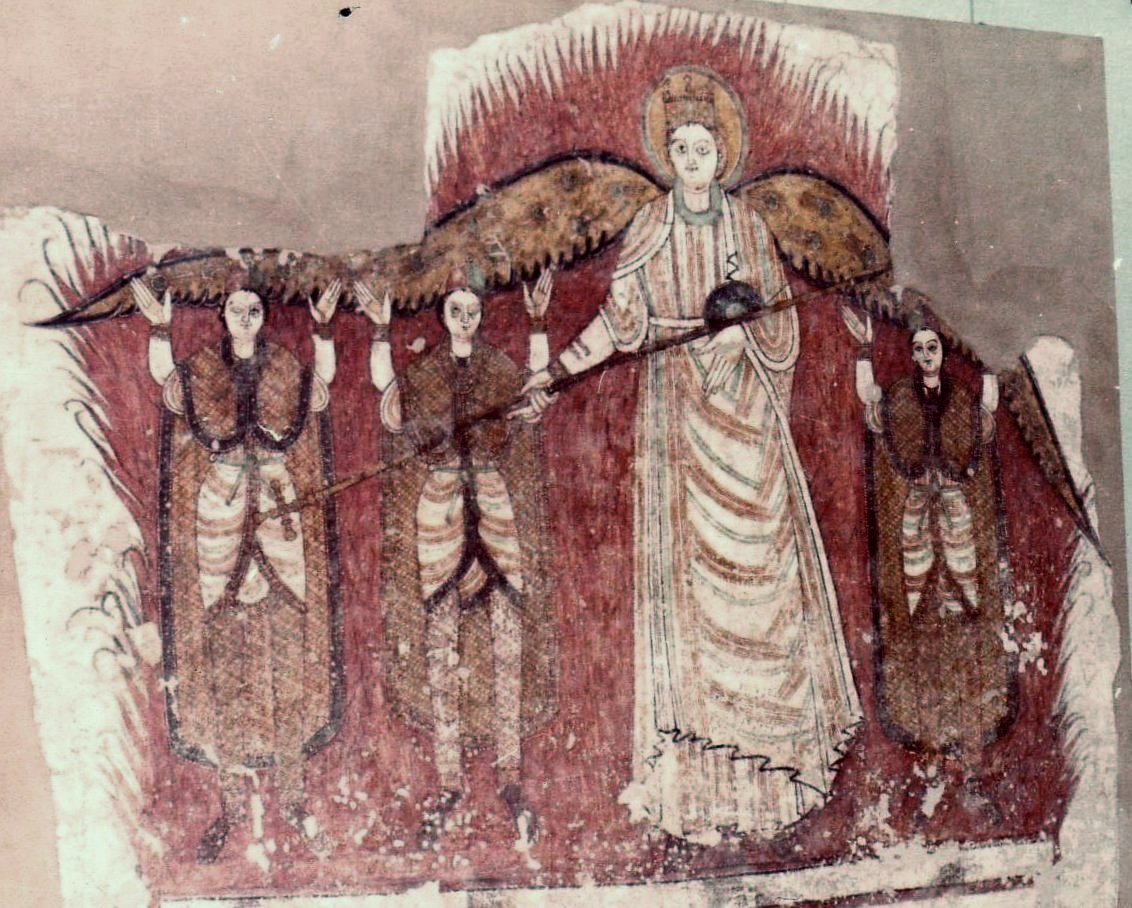
Fresco de una iglesia nubia, actualmente se encuentra en el Museo de Jartum, representa a los tres jóvenes arrojados al horno de los que habla el Libro de Daniel.

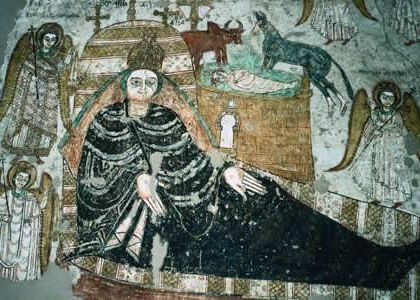
Pintura al fresco de la catedral de Faras que representa la natividad de Jesús.

La capital, Pajoras (actual Faras (Nubia)), fue erigida entre los siglos IV y V.
Los primeros reyes de Nobatia conocidos actualmente fueron el citado Silko (una inscripción encontrada en Nubia le da el título en griego de basilikos, rey), que reinó aproximadamente entre el 536 y el 555, y Eirpanomos, quien reinó luego del 555 y antes del 590. El reino de Nobatia se extendía de norte a sur por el Valle del Nilo, aproximadamente entre la primera y la tercera catarata.
En el 640, la ocupación por parte de los árabes ya musulmanes del Egipto hasta entonces bizantino aisló a los reinos cristianos del noreste africano (Nobatia, Makuria, Alodia, Reino Etíope Axumita) del resto de los estados cristianos. La unificación de Nobatia (ahora fronteriza con los árabes establecidos en Egipto) con Makuria fue un modo de mantener la identidad cultural y étnica de ambos estados ante el avance islámico.
Es así que hacia el año 652 Nobatia se unió al otro inmediato reino cristiano, el de Makuria, siendo la capital de tal "reino unido" la ciudad de Dongola, originalmente capital de Makuria, ciudad menos expuesta a las incursiones de los musulmanes. Por este motivo, desde esa época su historia es la misma que la de Makuria. Pese a la unión con Makuria, la Nobatia mantuvo una cierta autonomía, ya que era gobernada por un eparca que gozaba del título de domestikos de Pajoras. Al parecer, tal título fue inicialmente electivo y luego devino en hereditario.

## Cultura y arte

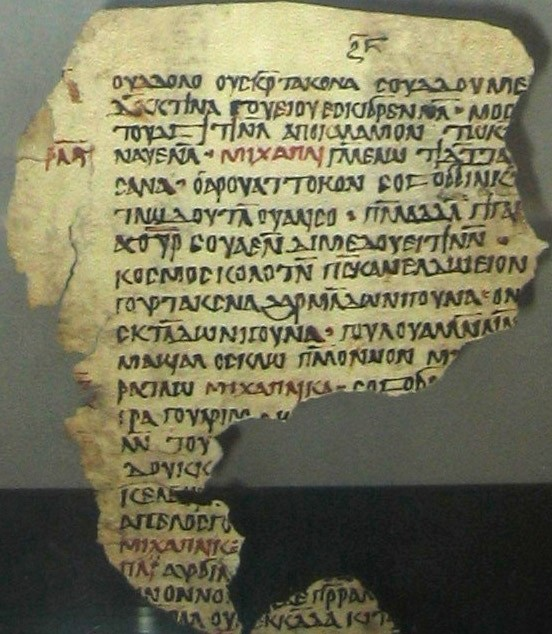
Página de la traducción al antiguo nubio del Liber Institutionis Michaelis Archangelis del. El nombre del Arcángel Miguel aparece en rojo

La cultura y el arte del territorio que luego correspondería a Nobatia en gran medida deriva de la llamada cultura Ballana, que ha dejado como evidencias arquitectónicas el edificio cuadrado de Qustul. En la antigüedad recibió fuertes influjos de Egipto (construcción de pirámides, aspecto de las deidades, aunque fue exclusivo el "dios-elefante"), pero tal arte corresponde al del reino Meroítico.
Tras la ocupación de Egipto por Alejandro Magno comienza a darse el influjo cultural helénico que se verificará incluso en las formas de escritura y en los nombres de los monarcas. Con la ocupación de Egipto por los romanos se refuerza el influjo "grecorromano", máxime tras las breves ocupaciones de Napata por las tropas romanas. Durante el bajo imperio romano y el período del Egipto bizantino, épocas en las que toma preeminencia el cristianismo en la región, el gran influjo será el del arte copto. Se sabe que en Faras se construyeron grandes iglesias y monasterios, pero actualmente casi nada queda de estos. Hasta el presente, los principales hallazgos se han dado al excavar las arenas de las zonas próximas a Asuán (es decir en plena región fronteriza con el Alto Egipto). Allí se han encontrado pequeñas capillas de planta cruciforme —casi cuadradas— de pequeños vanos y cubiertas con cúpulas, y pinturas y relieves (por ejemplo de los capiteles) que evidencian un gran influjo del arte copto paleocristiano, siendo el reino un estado cuya religión oficial era el cristianismo monofisita.
Tras el siglo VIII se produjo una intensa "arabización" de la cultura en el territorio que correspondiera a Nobatia (país llamado en árabe Al-Maris), quedando integrada la población en algunos clanes árabes como el de los Banu Kanz, aunque se mantuvieron pequeños estados cristianos como el de Dotawo hasta 1504, año en el cual todo el territorio fue anexado al sultanato de Sennar.